# Jacques Bizeul
Jacques Bizeul (parfois crédité Jacques Bizeuil), né le 2 mai 1882 à Blain (Loire-Atlantique) et mort le 23 juin 1925 en son domicile dans le 17e arrondissement de Paris, est un directeur de la photographie français.

## Biographie
Jacques Bizeul débute comme chef opérateur sur le court métrage muet franco-belge Le Moulin maudit d'Alfred Machin, sorti en 1909. Il collabore souvent avec ce réalisateur par la suite, notamment sur Le Diamant noir (1913, avec Albert Dieudonné et Blanche Derval) et Suprême sacrifice (coréalisé par Armand Du Plessy, 1919).
Outre la France et la Belgique, il mène une partie de sa carrière aux États-Unis et contribue ainsi à plusieurs films américains, dont Un non-lieu (en) d'Émile Chautard (1919, avec Pauline Frederick et Wyndham Standing), The Deep Purple de Raoul Walsh (1920, avec Miriam Cooper et Helen Ware) et Madame Sans-Gêne de Léonce Perret (1925, avec Gloria Swanson et Charles de Rochefort).
Il travaille souvent aussi aux côtés d'Émile Chautard et Léonce Perret, en France également avec ce dernier (ex. :  Kœnigsmark en 1923, avec Huguette Duflos et Jaque Catelain).
Le dernier film (français) de Jacques Bizeul est Le Puits de Jacob d'Edward José (avec Betty Blythe et Léon Mathot), tourné en 1925 — année de sa mort — et sorti le 7 janvier 1926.
Il est l'arrière-petit fils de Louis Bizeul 1785-1861, archéologue et érudit blinois.

## Filmographie partielle

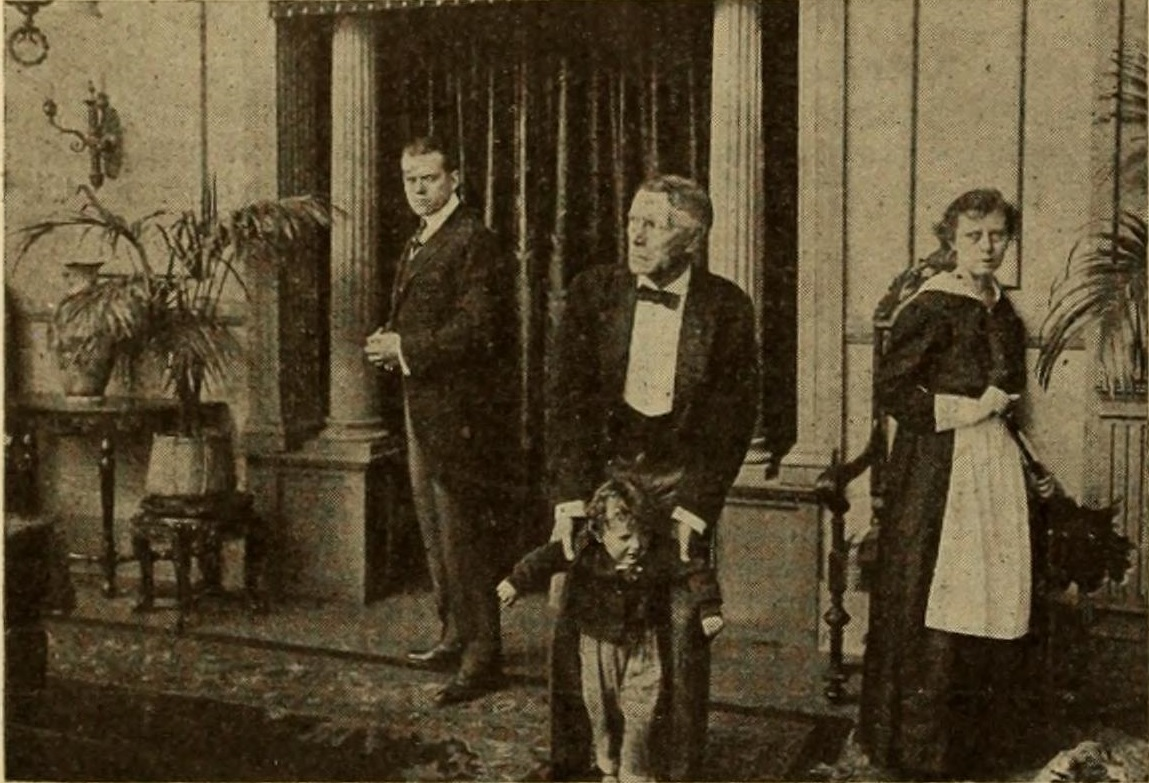
The Heart of Ezra Greer (1917), avec Frederick Warde tenant l'enfant

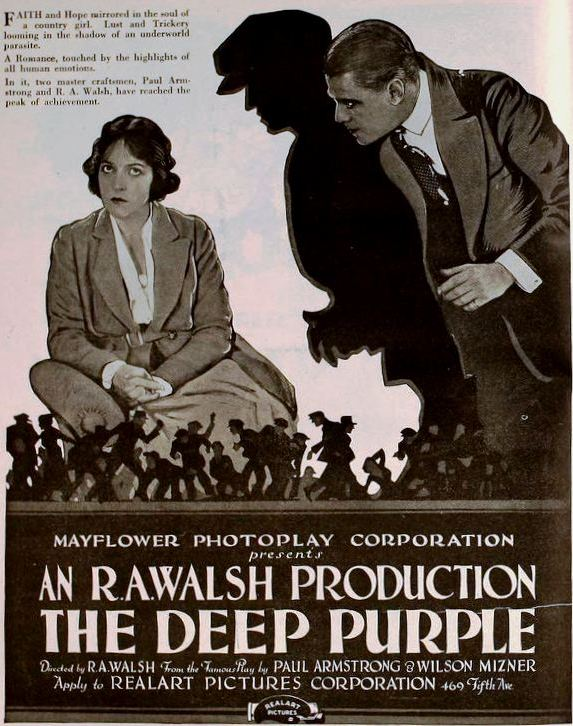
The Deep Purple (1920), avec Miriam Cooper et Vincent Serrano

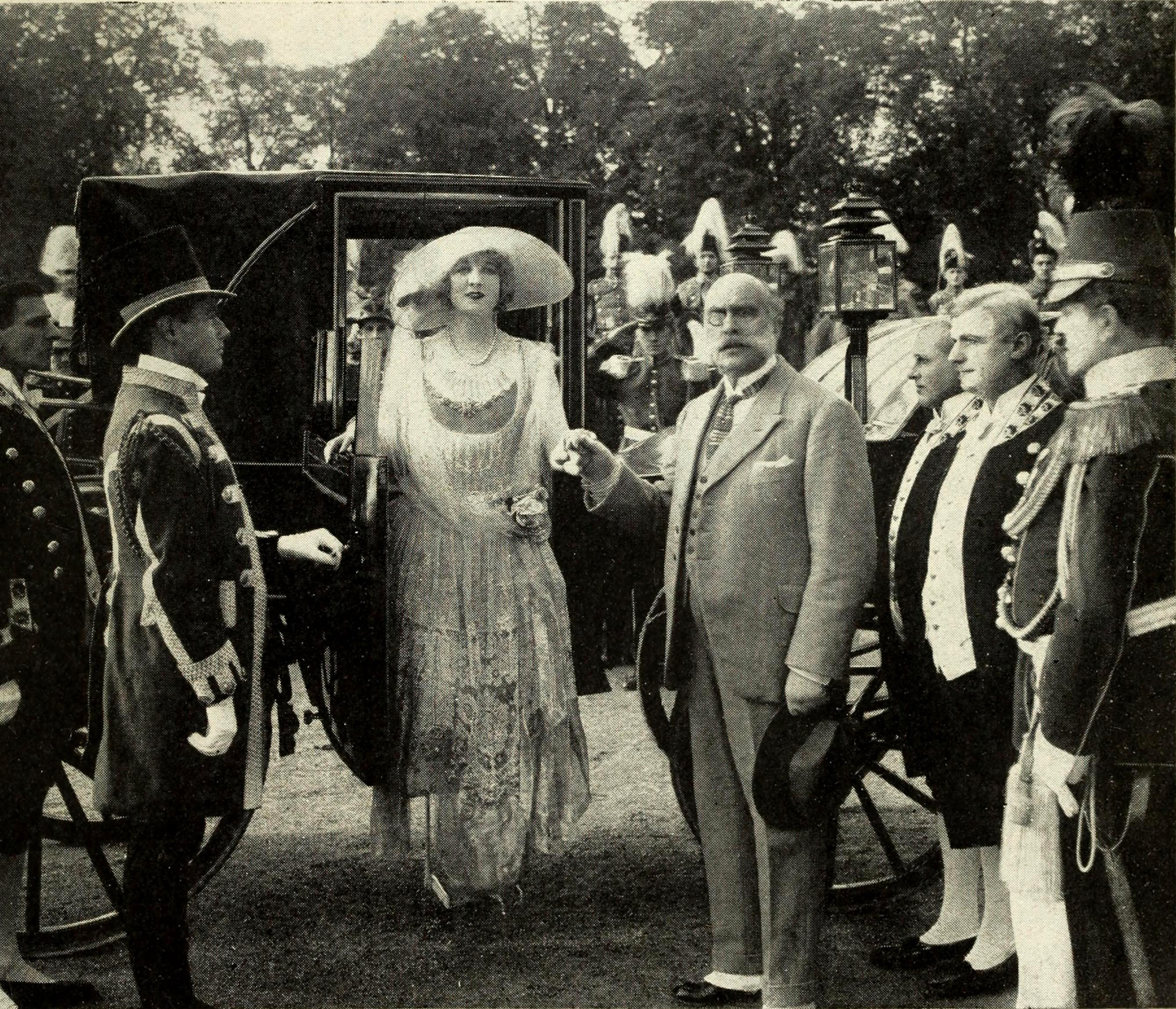
Kœnigsmark (1923), avec Huguette Duflos

(CM = court métrage)

### Films français
- 1922 : L'Écuyère de Léonce Perret (cadreur)
- 1923 : Kœnigsmark de Léonce Perret
- 1924 : Terreur d'Edward José et Gérard Bourgeois
- 1926 : Le Puits de Jacob d'Edward José

### Films belges
(ou coproductions franco-belges)
- 1909 : Le Moulin maudit d'Alfred Machin (CM)
- 1912 : L'Histoire de Minna Claessens d'Alfred Machin (CM)
- 1913 : La Tulipe d'or d'Alfred Machin (CM)
- 1913 : Le Diamant noir d'Alfred Machin
- 1913 : Le Blanc-seing d'Alfred Machin (CM)
- 1913 : L'Agent Rigolo et son chien policier d'Alfred Machin (CM)
- 1913 : Au ravissement des dames d'Alfred Machin (CM)
- 1913 : Saïda a enlevé Manneken-Pis d'Alfred Machin (CM)
- 1913 : Monsieur Beulemeester, garde civique d'Alfred Machin (CM)
- 1914 : Maudite soit la guerre d'Alfred Machin
- 1919 : Suprême sacrifice d'Alfred Machin et Armand Du Plessy

### Films américains
- 1917 : Under False Colors d'Émile Chautard
- 1917 : La Sirène (The Eternal Temptress) d'Émile Chautard
- 1917 : The Heart of Ezra Green d'Émile Chautard
- 1918 : Her Final Reckoning d'Émile Chautard
- 1918 : La Maison de verre (The House of Glass) d'Émile Chautard
- 1918 : Under the Greenwood Tree d'Émile Chautard
- 1919 : Les Yeux morts (Eyes of the Soul) d'Émile Chautard
- 1919 : The Marriage Price d'Émile Chautard
- 1919 : Un non-lieu (Out of the Shadow) d'Émile Chautard
- 1919 : Le Mystère de la chambre jaune (The Mystery of the Yellow Room) d'Émile Chautard
- 1920 : The Deep Purple de Raoul Walsh
- 1920 : The New York Idea d'Herbert Blaché
- 1921 : Bob Hampton of Placer de Marshall Neilan
- 1921 : Charge It d'Harry Garson
- 1922 : A Pasteboard Crown de Travers Vale
- 1922 : Une famille (A Woman's Woman) de Charles Giblyn
- 1922 : The Man from Glengarry d'Henry MacRae
- 1925 : Madame Sans-Gêne (titre original) de Léonce Perret